# DIN 912
DIN 912 er en DIN-standard for en bolt.
En bolt DIN 912 er en af de mest brugte bolte inden for befæstelseområdet.
| Gevind             |  | M1,4 | M1,6 | M2  | M2,5 | M3  | M4  | M5  | M6 | M8   | M10 | M12  |
| ------------------ |  | ---- | ---- | --- | ---- | --- | --- | --- | -- | ---- | --- | ---- |
| Gevindstigning     |  | 0,3  | 0,35 | 0,4 | 0,45 | 0,5 | 0,7 | 0,8 | 1  | 1,25 | 1,5 | 1,75 |
| Hoveddiameter      |  | 2,6  | 3    | 3,8 | 4,5  | 5,5 | 7   | 8,5 | 10 | 13   | 16  | 18   |
| Hovedhøjde         |  | 1,4  | 1,6  | 2   | 2,5  | 3   | 4   | 5   | 6  | 8    | 10  | 12   |
| Unbrako            |  | 1,3  | 1,5  | 1,5 | 2    | 2,5 | 3   | 4   | 5  | 6    | 8   | 10   |
| Fuld Gevind Indtil |  | 12   | 16   | 20  | 25   | 20  | 25  | 25  | 30 | 35   | 40  | 50   |
| Nom. Gevindlængde  |  | 14   | 15   | 16  | 17   | 18  | 20  | 22  | 24 | 28   | 32  | 36   |

| Gevind             |  | M14 | M16 | M18 | M20 | M22 | M24 | M27 | M30 | M33 | M36 | M42 |
| ------------------ |  | --- | --- | --- | --- | --- | --- | --- | --- | --- | --- | --- |
| Gevindstigning     |  | 2   | 2   | 2,5 | 2,5 | 2,5 | 3   | 3   | 3,5 | 3   | 4   | 4,5 |
| Hoveddiameter      |  | 21  | 24  | 27  | 30  | 33  | 36  | 40  | 45  | 50  | 54  | 63  |
| Hovedhøjde         |  | 14  | 16  | 18  | 20  | 22  | 24  | 27  | 30  | 33  | 36  | 42  |
| Unbrako            |  | 12  | 14  | 14  | 17  | 17  | 19  | 19  | 22  | 24  | 27  | 32  |
| Fuld Gevind Indtil |  | 55  | 60  | 65  | 70  | 70  | 80  | 90  | 100 | 100 | 110 | 130 |
| Nom. Gevindlængde  |  | 40  | 44  | 48  | 52  | 56  | 60  | 66  | 72  | 78  | 84  | 96  |

| Gevind             |  | M48 | M56 | M64 |
| ------------------ |  | --- | --- | --- |
| Gevindstigning     |  | 5   | 6,5 | 6   |
| Hoveddiameter      |  | 72  | 84  | 96  |
| Hovedhøjde         |  | 48  | 56  | 64  |
| Unbrako            |  | 36  | 41  | 46  |
| Fuld Gevind Indtil |  | 150 | 160 | 180 |
| Nom. Gevindlængde  |  | 108 | 124 | 140 |